# Tony Bagley
Tony Bagley est un écrivain et scénariste britannique. Entre autres scripts il a écrit des comédies pour la radio telles que The Older Woman, Married (en) et Rubbish (en). Il a également écrit pour la série télévisée Specials (en).
Ses textes radiophoniques sont caractérisés par des concepts surréalistes, de bizarres sauts de logique, des séquences de dark fantasy ou ironiques et des monologues internes.

## Prix et récompenses
- 2013 : Prix Costa, troisième place dans la catégorie des nouvelles pour The Forgiveness Thing[1]